# Nelo Cosimi
Nelo Cosimi fue un director de cine, guionista y actor que nació en Macerata, Italia en 1894 y falleció en Buenos Aires, Argentina el 5 de octubre de 1946, país donde había desarrollado su actividad en el cine. Su esposa fue la primera actriz Chita Foras.

## Filmografía
Colaboró en las siguientes películas:
Actor
- El secreto de una vida o Mirad los lirios del campo (1947)
- El tercer huésped (1946)
- Lauracha (1946)
- Centauros del pasado (1944)
- Malambo (1942)
- Sendas cruzadas (1942)
- La maestrita de los obreros (1941)
- La quinta calumnia (1941)
- La carga de los valientes (1940)
- Dios y la patria (1931)
- Defiende tu honor (1930)
- Corazón ante la ley (1929)
- La mujer y la bestia (1928)
- La quena de la muerte (1928)
- Federales y unitarios (1927)
- Manuelita Rosas (1925) .... Juan Manuel de Rosas
- El arriero de Yacanto (1924)
- Odio serrano (1924)
- La leyenda del Puente Inca (1923) .... Incano
- Mi alazán tostao (1922)
- Jangada florida (1922)
- Los hijos de naides  (1921)
- De vuelta al pago (1919)
- Campo ajuera (1919)
- El tango de la muerte (1917)
- Venganza gaucha (1917)

Director
- El cantor del circo (1940)
- El escuadrón azul (1937)
- Juan Moreira (1936)
- Dios y la patria (1931)
- Defiende tu honor (1930)
- Corazón ante la ley (1929)
- La mujer y la bestia (1928)
- La quena de la muerte (1928)
- Federales y unitarios (1927)
- El lobo de la ribera (1926)
- Buenos Aires también tiene (1922)
- El remanso (1922)
- Mi alazán tostao (1922)

Guionista
- Corazón ante la ley (1929)
- La mujer y la bestia (1928)
- La quena de la muerte (1928)
- Federales y unitarios (1927)
- Mi alazán tostao (1922)